# Gabriel Van Dievoet

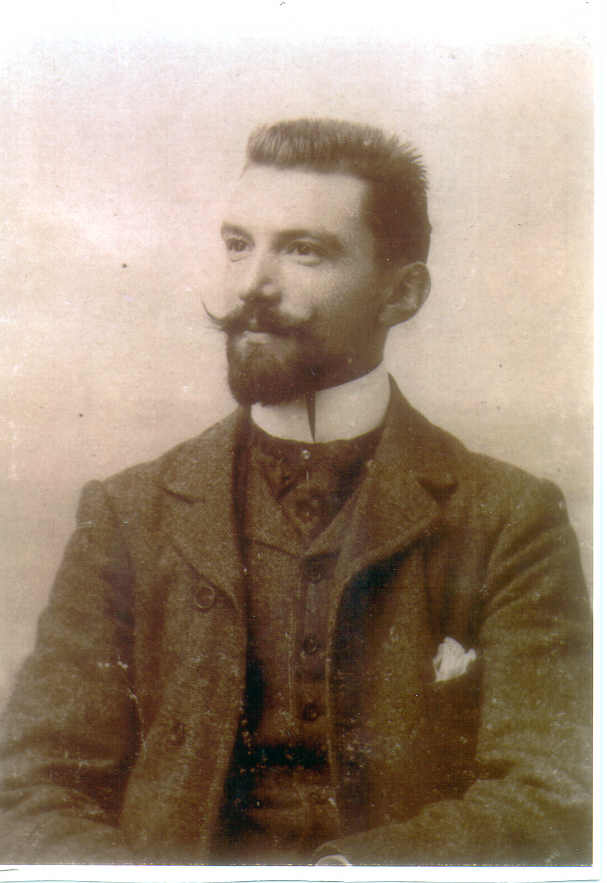
Gabriel van Dievoet

Gabriel Van Dievoet (Bruselas, 12 de abril de 1875- Sint-Gillis, 17 de noviembre de 1934) fue un pintor y decorador belga que destacó en la técnica del esgrafiado modernista.

## Biografía
Pertenecía a una famosa familia nobiliaria de Bruselas relacionada con el arte. Era sobrino de Joseph Poelaert, su hermano  Henri era arquitecto.
Estudió en la Academia Real de Bellas Artes de Bruselas, donde fue condiscípulo de Paul Cauchie; más tarde abrió un taller donde trabajaría con otros artistas modernistas o eclectistas tardíos, incluso con su propio hermano.
Se casó en Ixelles con  Alice Demets en 1905, y tuvieron tres hijos.